# Крыловцы
 Крыловцы  — деревня в Кирово-Чепецком районе Кировской области в составе Филипповского сельского поселения.

## География
Расположена на расстоянии менее 1 км на северо-запад по прямой от центра поселения села Филиппово.

## История
Известна с 1706 года как деревня «Крылоская», в 1764 году (Крыловская) 29 жителей. В 1873 году в деревне дворов 6 и жителей 51, в 1905 (Крыловская или Крыловцы) 13 и 94, в 1926 16 и 91, в 1950 20 и 50, в 1989 62 жителя. Настоящее название утвердилось с 1939 года. 

## Население
Постоянное население составляло 49 человек (русские 100%) в 2002 году, 58 в 2010.